# Abelharuco-andorinha
Abelharuco-de-cauda-forcada ou abelharuco-andorinha (Merops hirundineus) é uma ave coraciforme da família Meropidae, que pode ser encontrada na África sub-saariana. Habita zonas de savana e bosques de Acacia. É uma ave não migratória que não inspira cuidados de conservação.
Este abelharuco é uma ave de pequeno porte, com cerca de 20 a 22 cm de comprimento. A sua plumagem é muito colorida à base de verde. A garganta é amarela com uma bordadura azul vivo. A zona ventral e a cauda são azuis e tem uma máscara preta na zona dos olhos. O bico é comprido, afilado e adaptado a uma alimentação à base de insectos, que captura em voos acrobáticos. A cauda azul é muito característica, longa e bifurcada, semelhante às andorinhas. Esta parecença está documentada no nome comum deste abelharuco, bem como no epíteto específico hirundineus, uma referência à família Hirundinidae, onde se classificam as andorinhas. Não há no entanto parentesco próximo entre o grupo dos abelharucos, que são coraciformes, e as andorinhas, que são passeriformes.
O abelharuco-andorinha tem um modo de vida solitário ou em casais. A época de reprodução decorre entre Setembro e Dezembro. O ninho é um túnel, que pode atingir 1 m de comprimento, escavado no solo ou em bancos arenosos de rios. Cada postura tem entre 3 a 4 ovos. A duração da incubação e do período de cuidados parentais permanece desconhecida.